# Théo Kueny
Théophile Honoré „Théo” Kueny (ur. 12 grudnia 1894 w Brunstatt, zm. 20 maja 1978 w Sierentz) – francuski zapaśnik walczący w stylu klasycznym. Olimpijczyk z Paryża 1924, gdzie zajął dziewiąte miejsce w wadze koguciej.

## Letnie Igrzyska Olimpijskie 1924
| Konkurencja          | Rundy eliminacyjne      | Rundy eliminacyjne | Rundy eliminacyjne     | Rundy eliminacyjne       | Klas. końcowa |
| Konkurencja          | Przeciwnik I            | Przeciwnik II      | Przeciwnik III         | Przeciwnik IV            | Miejsce       |
| -------------------- | ----------------------- | ------------------ | ---------------------- | ------------------------ | ------------- |
| 58 kg styl klasyczny | Antonín Skopový (TCH) Z | Pol Slock (BEL) Z  | Ragnvald Olsen (NOR) P | Adolf Herschmann (AUT) P | 9.            |